# Biserica ortodoxă română „Sfânta Treime” din Deliblata
Biserica „Sfânta Treime” din Deliblata (în sârbă Румунска црква Свете Тројице у Делиблату) este o biserică ortodoxă românească situată în satul Deliblata din Serbia, în districtul Banatul de Sud din provincia autonomă Voivodina. Ea aparține canonic Episcopiei Daciei Felix a Bisericii Ortodoxe Române. A fost construită în perioada 1925–1927.

## Istorie
Construcția bisericii a început în 1925 și s-a încheiat în 1927. Biserica este închinată Sfintei Treimi.
Pictura interioară a bisericii este unică prin reprezentarea murală artistică atât a patriarhului român Iustin, cât și a patriarhului sârb Gherman, care conduceau Biserica Ortodoxă Română și Biserica Ortodoxă Sârbă la momentul resfințirii bisericii, ceea ce vorbește despre apropierea culturală și istorică a popoarelor român și sârb în Banatul de Sud. Pe pereții bisericii sunt înfățișați, de asemenea, voievozii români Mihai Viteazul, Ștefan cel Mare, Mircea cel Bătrân (care a luptat în Bătălia de la Rovine contra armatelor aliate otomane și sârbe conduse de Marko Kralevici) și Vlad Țepeș.

## Galerie

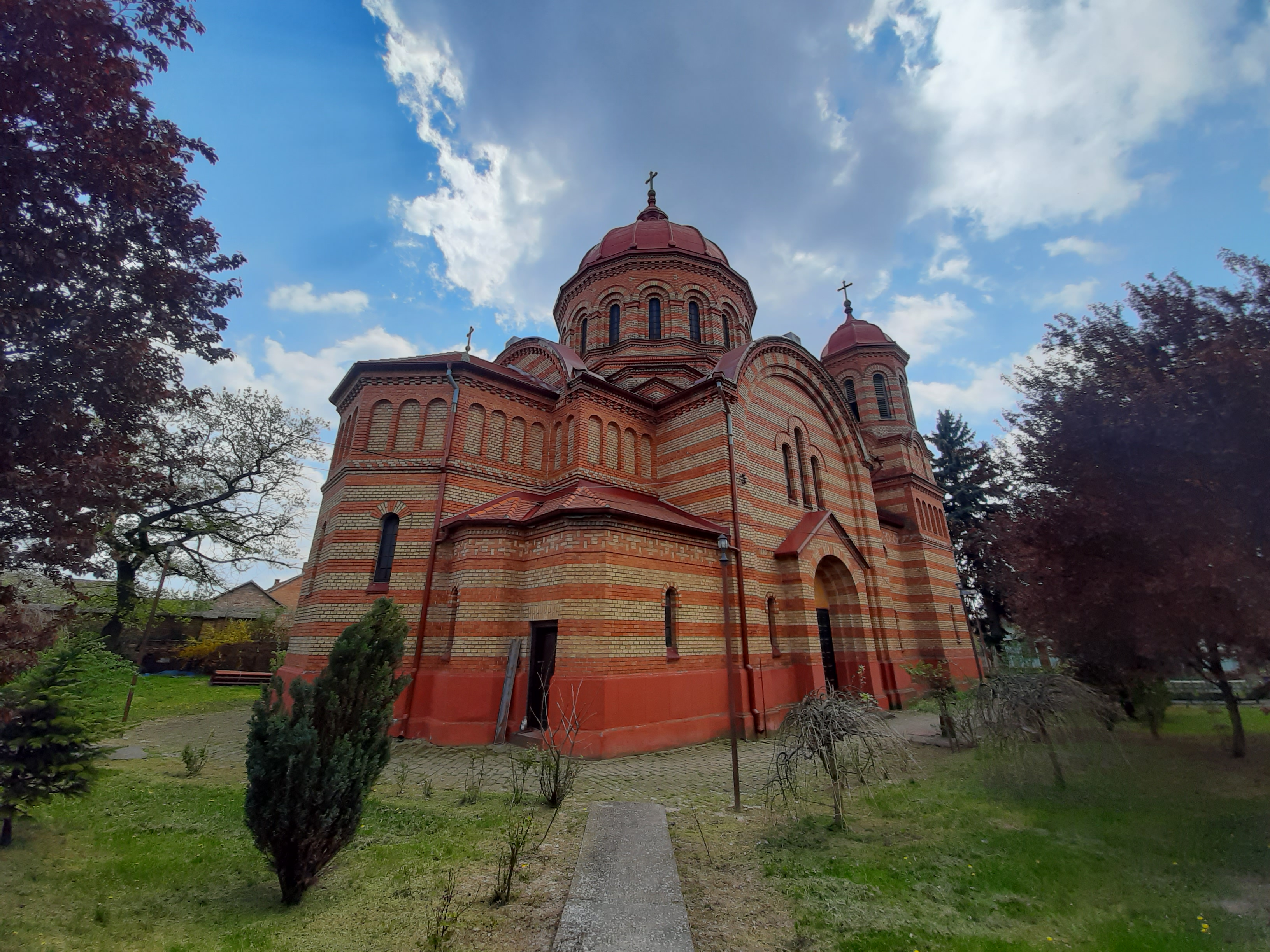
Biserica ortodoxă română „Sfânta Treime” din Deliblata